# Hermann Franz (Wanderlehrer)
Hermann Franz (* 10. Oktober 1841 in Worms; † 7. November 1908 in Weimar, Thüringen) war ein deutscher Landwirtschafts-Wanderlehrer und Vereinssekretär in Thüringen.

## Leben
Franz erhielt seine Fachausbildung an der Landwirtschaftlichen Akademie von Dr. Heinrich Konrad Schneider in Worms und war dann als Wanderlehrer in der Region Rheinhessen tätig. 1870 berief man ihn nach Weimar und zum 1. Juni 1872 unter Verleihung des Titels Sekretär als Geschäftsführer der Landwirthschaftlichen Centralstelle für das Großherzogthum Sachsen. In diesem bereits 1865 gebildeten Gremium war Franz für die Koordinierung der Bildungsarbeit in den Landwirtschaftlichen Hauptvereinen der fünf Verwaltungsbezirke, für die Vorbereitung von gesetzlichen Regelungen und für die Berichterstattung verantwortlich.
Gleichzeitig übernahm er ab Juni 1872 die Schriftleitung der seit 1863 erscheinenden Landwirthschaftlichen Zeitung für Thüringen, deren Titel sich mehrfach änderte, ab 1887 Thüringer landwirtschaftliche Zeitung hieß und als Praktische Wochenschrift für die mitteldeutsche Landwirtschaft. Organ der landwirtschaftlichen Zentralstelle für das Großherzogtum Sachsen und Verbandszeitung für die landwirtschaftlichen Vereine in den Thüringischen Staatsgebieten erschien. Franz bezog also neben dem Großherzogtum Sachsen-Weimar auch die anderen Thüringer Territorien in seine Tätigkeit mit ein. Dies zeigte sich besonders in den beiden Schriften über die Entwicklung der Landwirtschaft in Thüringen, die noch heute Nachschlagewerke sind. Mit einer Arbeit über die Kartoffel wurde er bereits 1873 an der Universität Göttingen zum Dr. phil. promoviert.
In den 30 Jahren seines Wirkens ab 1870 organisierte Franz etwa 1200 Versammlungen und hielt über 2000 Vorträge. Er war auch als Tierzuchtinspektor für die Zuchtvereine in zwei Verwaltungsbezirken tätig. Wegen eines Augenleidens musste er das Gesuch auf Entlassung einreichen und wurde zum 1. April 1901 mit dem Titel Landes-Oekonomierat in den Ruhestand versetzt. Davor war er ab 1872 Oekonomie-Kommissar und ab 1898 Oekonomierat. Am 7. November 1908 erlag Franz einem Schlaganfall.
Seine Grabstelle war auf dem historischen Friedhof in Weimar noch erhalten. Die Gesellschaft für Geschichte und Literatur der Landwirtschaft stiftete für Hermann Franz an seinem letzten Wohnhaus eine Gedenktafel. Sie befindet sich an der Wand der Steubenstraße 40.
Aus der Landw. Zentralstelle entwickelte sich 1909 die Landwirtschaftskammer für das Großherzogtum Sachsen, 1918 für Sachsen-Weimar und 1925/26 die Thüringische Hauptlandwirtschaftskammer.

## Schriften (Auswahl)
- Studien an der Kartoffelknolle : Beitrag zur wissenschaftlichen Begründung einer rationellen Kartoffelcultur. Diss. an der Nat.wiss. Abt. der Phil. Fak. Göttingen, 1873.
- Wirksamkeit und Erfolge des Wanderlehrer-Instituts. Weimar 1874.
- Der deutsche Landbau, seine Vergangenheit und seine gegenwärtige Lage im Industrie- und Handelsstaat. Hof-Buchdruckerei, Weimar 1875. (Separatabdruck aus der Weimarer Zeitung)
- Der praktische Düngerwirth. 3. verb. Auflage. Wiegandt, Berlin 1877.
- Die angeblich vom Staatsminister Dr. Delbrück verfasste Schrift „Deutschlands Getreideverkehr mit dem Auslande“ vor dem Forum der Kritik : eine populäre Studie über das tägliche Brot. Springer, Berlin 1878.
- Die bäuerlichen Zustände im Weimarer Kreis. Duncker & Humblot, 1883/1884.
- Die deutsche Landwirthschaft, ihre Nothlage und ihre Hilfsmittel. Thiel`sches Jahrbuch, Berlin 1886.
- Die Landwirthschaft in Thüringen, insbesondere im Großherzogthum Sachsen und ihre Entwickelung in den letzten fünfzig Jahren; ein Geschichtsabriss deutscher Landwirthschaft und Statistisches Hilfs- und Handbuch für prakt. Landwirthe, Behörden..., mit dem Anhang: Die Landwirthschaftliche Centralstelle des Großherzogthums Sachsen: Rückblick auf deren dreißigjähriges Bestehen. P. Parey, Berlin 1896.
- Kredit und Darlehen; Wegweiser für Darlehensuchende. 3. Auflage. Berlin 1912.
- Dreißig Jahre Landwirthschaft in Thüringen : ein Rechenschaftsbericht als Zeitbild landw. Bestrebungen. Hof-Druckerei Böhlau, Weimar 1900.
- Redaktion der Fachzeitschriften „Landwirthschaftliche Zeitung für Thüringen“ (Juli 1872 – Dez. 1872), „Thüringische Blätter für Feldbau, Wiesenbau, Viehzucht und landwirtschaftlichen Betrieb“ (1873–1878), „Thüringische landw. Zeitung für ...“ (1879–1882); „Thüringer landwirtschaftliche Zeitung.“ (1883–1886), „Thüringer landw. Zeitung“ (1887 bis März 1901)